# Иморалист (роман)
„Иморалист“ (фр. L'Immoraliste) је кратки роман француског књижевника и нобеловца Андреа Жида из 1902. У роману је представљена исповест човека који трага за истином о сопственој природи. Главни јунак Мишел озбиљно се разбољева током брачног путовања по Тунису, где је отишао са својом супругом Марселином, након што се оженио на наговор свог оца. Током свог опоравка сусреће се са младим и лепим Арапином, који у Мишелу буди прикривене хомосексуалне склоности. Упркос Жидовом каснијем порицању, „Иморалист“ је великим делом аутобиографски обликован.
„Иморалист“ је филозофски и психолошки роман који тематизује проблем потиснуте сексуалности и дубоки јаз између унутрашњих жеља главног протагонисте и моралних начела друштва. Морални проблем се у делу решава у виду безобзирне егзалтације живота и инсистирањем да је потпуна реализација сопствених тежњи основна дужност појединца према самом себи. Иако је у време изласка продат само у двеста примерака, „Иморалист“ је током времена извршио широки утицај на књижевност, поготово на писце и филозофе егзистенцијализма. Роман „Странац“ Албера Камија писан је под утицајем овог Жидовог књижевног остварења.
„Иморалисту“ је на српски језик превео песник Сима Пандуровић.